# Alter Reial
L'Alter Reial és una raça de cavall originària de Portugal. El seu nom prové de la localitat d'Alter do Chão i de la paraula reial, referida a la reialesa. L'Alter Reial és un cavall ibèric íntimament relacionat amb el cavall andalús i amb el cavall lusità i, igual que ells, és un cavall barroc.

## Història
L'Alter Reial es va crear el 1748 per la Casa de Bragança a Villa do Portel. El propòsit era proveir les Cavallerisses Reials de Lisboa de cavalls adequats per a l'equitació clàssica i per al tir de carruatges. Després de vuit anys, l'eugassada va ser traslladada a Alter, una ciutat coneguda per les seves bones pastures.
La raça es va iniciar amb 300  eugues andaluses, portades d'Espanya i amb  sementals àrabs. Durant la  Invasió Francesa de la península Ibèrica (1808-1814) la majoria dels exemplars van ser repartits entre les tropes napoleòniques. El 1834 es va produir el tancament de l'eugassada després de l'abdicació de Miquel I de Portugal. Hi va haver intents de revitalitzar la raça amb aportacions de Hannoverià, cavall normand, Pura Sang Anglès i cavall àrab sense obtenir bons resultats, sent particularment dolenta l'aportació de sang àrab. A finals del segle xix es va afegir sang andalusa, el que finalment va aconseguir millorar la cabana. Com a conseqüència de l'abolició de la monarquia a Portugal, l'eugassada hauria desaparegut si no ho hagués evitat Ruy d'Andrade, considerat la major autoritat eqüestre de Portugal, que va salvar una petita quantitat d'exemplars d'Alter i va organitzar dues línies de sang.
El 1932 l'eugassada va passar al Ministeri d'Agricultura, després d'això la raça ha estat millorada amb l'acurada selecció de femelles de ventre i sementals. Actualment el nombre d'Alter Reial no és molt elevat encara que no estan en perill d'extinció.

## Descripció
L'Alter Reial modern és similar als exemplars del segle xviii. La raça té un pas alt i una gran flexió de genolls. Un poderosa i ben situada sofraja contribueix a un bon moviment. L'alçada oscil·la entre els 150 i els 160 cm. Els colors més habituals són els castanys. El coll és arquejat, musculós, curt i alçat per naturalesa i el perfil del cap recorda al dels cavalls andalusos i lusitans. El cos és curt, la gropa arrodonida i la implantació de la cua és baixa.